# Busso VIII. von Alvensleben

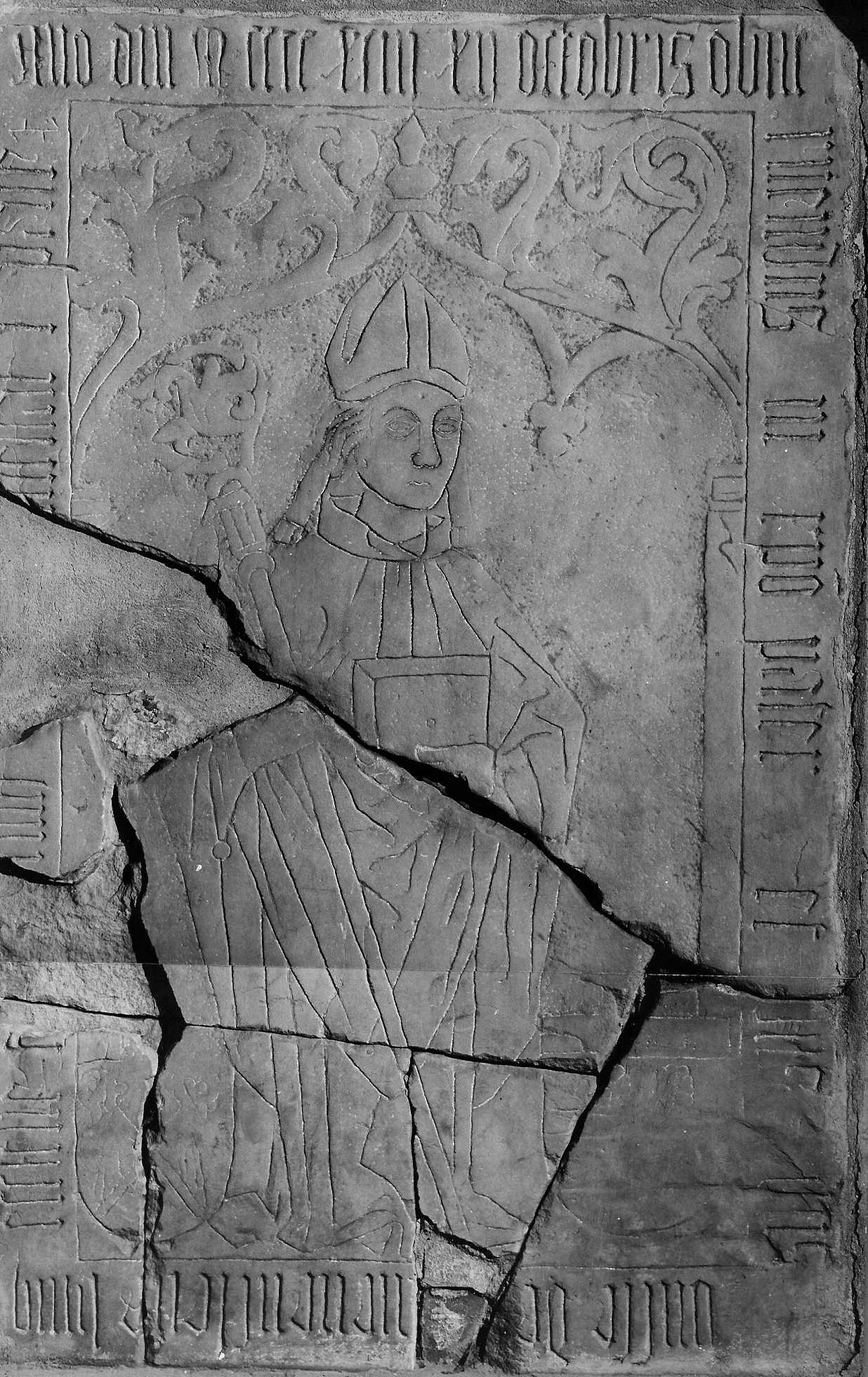
Grabstein von Busso VIII. von Alvensleben im Dom zu Havelberg

Busso VIII. von Alvensleben (* zwischen 1455 und 1460; † 13. Oktober 1493) war von 1487 bis 1493 Bischof von Havelberg.

## Leben
Busso VIII. von Alvensleben entstammte der niederdeutschen Adelsfamilie von Alvensleben. Geboren wurde er um 1455–1460 als vierter Sohn von Ludolf IV. von Alvensleben aus Kalbe (Milde) und der Anna von Bülow. Als junger Mann widmete er sich den Wissenschaften, studierte 1476 in Rostock, 1477–1478 in Leipzig und ab 1480 in Bologna Jura, wo er 1484 zum Doktor beider Rechte promovierte. Er war damit vermutlich das erste Mitglied seiner Familie, das studierte und promovierte. 
Bereits drei Jahre später wurde er auf Empfehlung des Kurfürsten vom Domkapitel zum Bischof von Havelberg gewählt. Mit einer Urkunde vom 4. Mai 1488 gab er dem Rat der Stadt Wittstock/Dosse das Recht zurück, die Gilden und Gewerke zu bestätigen, das sein Vorgänger Bischof Wedego der Stadt genommen hatte. In Abstimmung mit den Herzögen von Mecklenburg ging er gegen das Räuberunwesen vor. So schrieb er am 13. Dezember 1492 an die Herzöge Magnus und Balthasar von Mecklenburg, ihm sei jede Räuberei leid: er bitte um Angabe der Täter und deren Beschützer. Einer derselben sei in Wittstock schon hingerichtet worden. Am 17. Mai 1493 genehmigte er den Bau der Siechenhauskapelle in Neuruppin und deren Nutzung als Gotteshaus.
Über sein sonstiges Wirken ist nur wenig bekanntgeworden, denn er starb sehr jung in der Nacht vom 12. auf den 13. Oktober 1493 und wurde im Havelberger Dom beigesetzt, wo sich sein Grabstein heute hinter dem Hauptaltar befindet.